# Перейра, Ренни
Рейнольд (Ренни) Перейра (англ. Reynold (Renny) Pereira; 9 января 1948, Найроби — 1 июня 1979, Момбаса) — кенийский хоккеист на траве, полевой игрок. Участник летних Олимпийских игр 1968 и 1972 годов, серебряный призёр чемпионата Африки 1974 года.

## Биография
Ренни Перейра родился 9 января 1948 года в городе Найроби в Британской Кении (сейчас в Кении).
Учился в школе Святого Сердца в Момбасе. После окончания учёбы работал помощником автомеханика, стажёром-электриком, затем до конца жизни — сменным электриком.
Играл в хоккей на траве за команду института Момбасы.
В 1967 году дебютировал в сборной Кении на чемпионате Восточной Африки.
В 1968 году вошёл в состав сборной Кении по хоккею на траве на летних Олимпийских играх в Мехико, занявшей 8-е место. Играл в поле, провёл 1 матч, мячей не забивал.
В 1972 году вошёл в состав сборной Кении по хоккею на траве на летних Олимпийских играх в Мюнхене, занявшей 13-е место. Играл в поле, провёл 4 матча, мячей не забивал.
В 1974 году стал серебряным призёром чемпионата Африки в Каире.
В 1976 году вошёл в состав сборной Кении по хоккею на траве для участия в летних Олимпийских играх в Монреале, однако Кения бойкотировала их в знак протеста против участия ЮАР, в которой велась государственная политика апартеида.
Участвовал в двух чемпионатах мира: в 1971 году в Барселоне и в 1973 году в Амстелвене.
Также играл в футбол за команду местной лиги «Гоум».
Умер 1 июня 1979 года в Момбасе из-за травм головы и груди, полученных в дорожно-транспортном происшествии: скутер, на котором ехал Перейра, попал в затопленную водой выбоину на дороге.